# アメリカ合衆国郵便公社

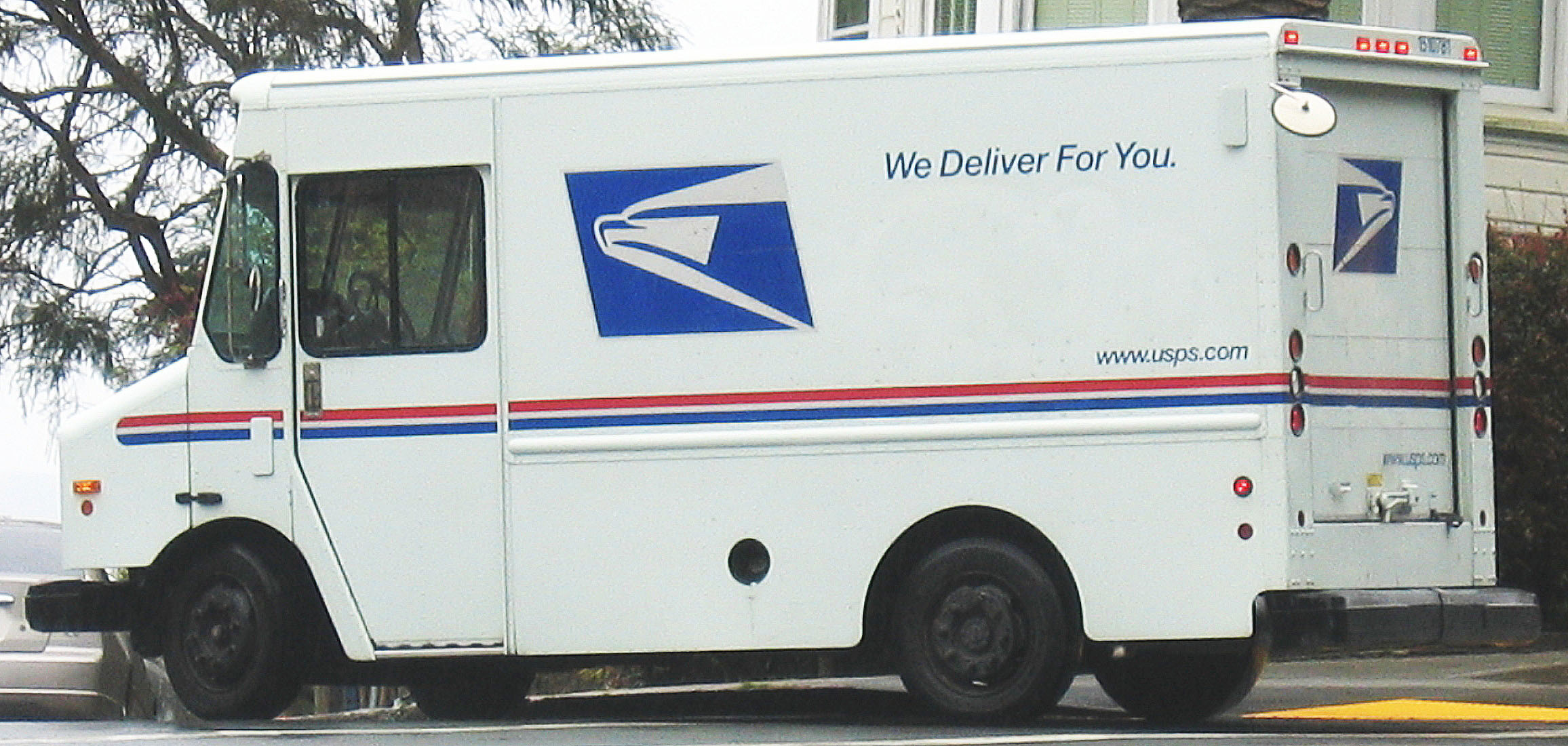
USPSの郵便配達車。1993年のロゴマークを付けている。

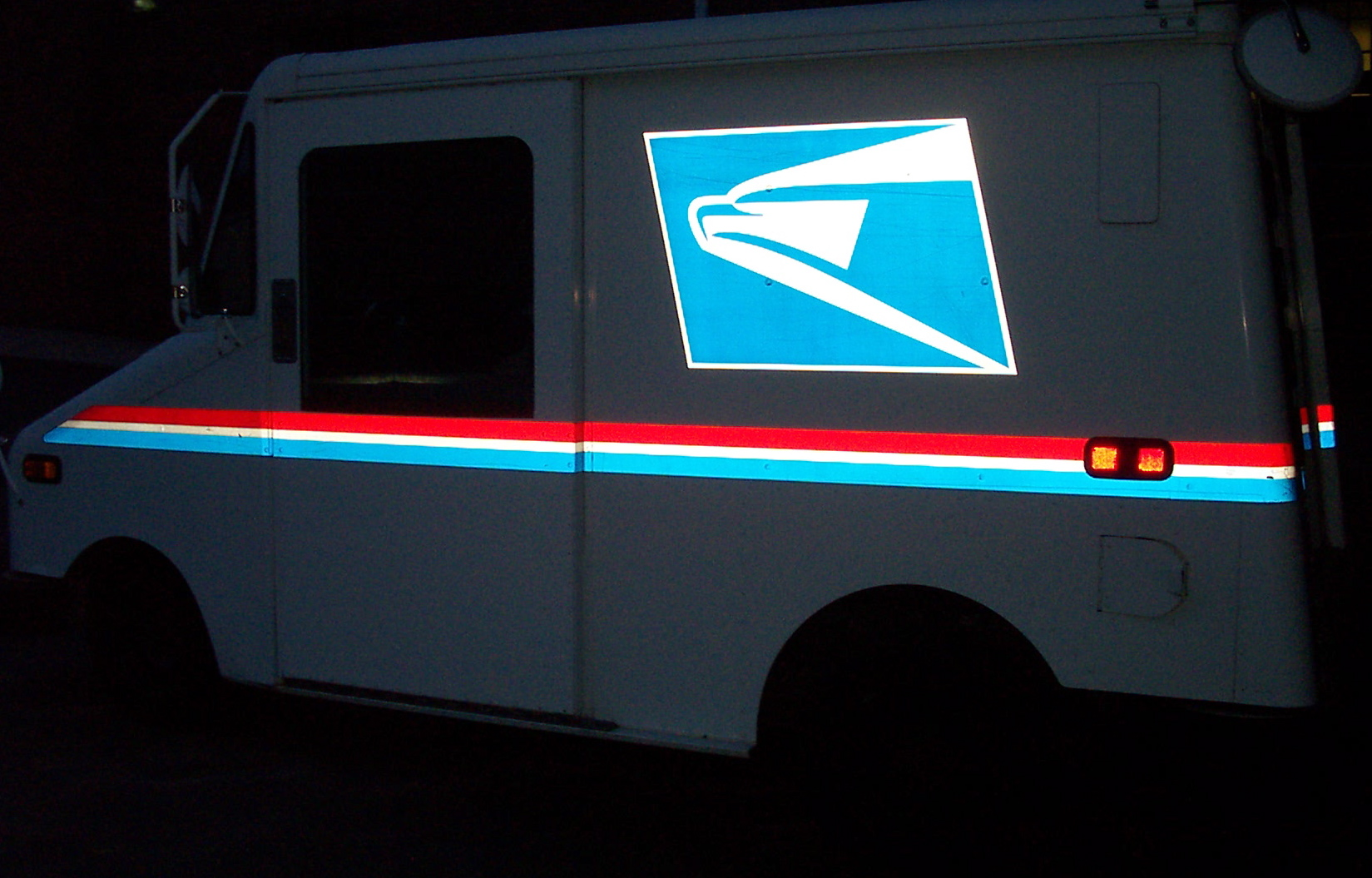
夜のUSPSの郵便配達車

アメリカ合衆国郵便公社（アメリカがっしゅうこくゆうびんこうしゃ、英語: United States Postal Service, USPS）は、アメリカ合衆国の郵便事業を担当する公社。
アメリカなどではU.S.メール（US mail）などとも呼ばれる。また日本ではアメリカ郵便公社、アメリカ郵政公社もしくはアメリカ合衆国郵政公社と訳される場合が多いが、政府機関では米国郵政庁と訳されることもある。青地に白色のロゴマークは、国鳥であるハクトウワシをイメージしている。
日本の郵政省、郵政事業庁、日本郵政公社がかつて取り扱っていた郵便貯金・簡易生命保険は、アメリカ郵便公社では取り扱っていない。

## 概要
1971年7月1日、アメリカ郵政省より、郵便事業をすべて移管し発足した。
1970年代初頭には、当時電報会社（現在は電子送金サービスのみ）であった「ウエスタンユニオン」と提携し、電子郵便サービス「メールグラム」を導入した。
2000年代以降、電子メールの普及により郵便物の量は激減しており、2009年度の決算で約38億ドルの赤字を計上した。これに対し、郵便公社は約4万人の人員削減、残業カット、運送費切り詰め、退職者の健康保険合理化など総額10億ドル相当のコスト節減を打ち出した。また土曜日の配達を止め、週5日制にすることも検討され、結果として2011年上半期から土曜日の配達を取りやめることとなった。
2008年、アメリカの電話会社のAT&Tのソフトウェアアーキテクチャシステム開発をアメリカ合衆国郵政公社から予算2000万ドルを上限に受注できたことを発表した。
2010年の時点で、向こう10年間に毎年230億ドルの赤字が計上される見込みとなった。アメリカ議会は2003年に公社が負担する従業員の年金90億ドルを削減することに合意。2009年には、退職した職員の医療費に関する負担を40億ドル軽減した。
2013年2月までに35000人の人員削減を予定している。
2013年2月6日、8月までに土曜日の第一種郵便（普通郵便）の配達を打ち切るとの計画を明らかにしたが、この計画は議会により却下されている。
2020年、ルイス・デジョイ総裁の指示の下でコスト削減策と称するさまざまな改革に手をつけていたが、一連の政策による変更点を元通りにすると述べた。
2025年の時点で累積赤字は1000億ドルとなっており、ドナルド・トランプ大統領からはこの国の途方もない敗者と批判され、民営化や商務省との統合も検討されていると報じられた。任期満了での辞任を表明していたデジョイは前倒しで同年3月24日に辞任している。

## 郵政施設
米国郵政公社には、自動郵便センターある。これは、独立したキオスク（多くの場合、24時間サービス）で、計量、フランキング、保管、包装を行い、後で回収することが可能である。同様に、切手を購入するための従来の機械も多くの郵便局で利用できる。 米国郵政公社の郵便局、局、支店は約36,000箇所ある。手紙や荷物の送受信に加えて、USPS支店では切手、葉書、文具、米国パスポート用の写真も提供している 2020年4月から、USPSでパスポートサービスのスケジュールを依頼する必要が出てきた。

## 不祥事
1986年8月20日、オクラホマ州エドモンドの郵便局で、局員のパトリック・ヘンリー・シェリルが所持していた拳銃を乱射して同僚の14人を殺害し、6人を負傷させる事件を起こした。犯行動機は職場でのストレスだった。シェリルは事件後その場で自殺している。
この事件以外にも郵便局職員・元職員による殺人事件がたびたび発生している。これらの事件を背景に、1990年代にはキレることを意味する"ゴーイング・ポスタル"（Going postal）と言うアメリカ英語のスラングが生まれた。
1997年には、街中で人々を無差別に銃で殺して回るパソコンゲーム『ポスタル』が作られた。

## 自転車チーム
1996年から2004年にかけて自転車のロードレースチームのスポンサーを務め、チームに所属するランス・アームストロングが1999年から2004年にかけてツール・ド・フランスを6連覇した。チームのスポンサーがUSPSからディスカバリーチャンネルに変わった2005年にもアームストロングはツール・ド・フランスで総合優勝し、7連覇を達成した。しかし、これらの記録はドーピングによるものだったとして、後に全て抹消されている。